# Adolf Fredrik Brander
Adolf Fredrik Brander, född 29 augusti 1830 i Kaland, död 12 april 1870 i Helsingfors, var en finländsk arkitekt.
Brander, som var son till kyrkoherden i Janakkala Otto Johan Brander och Fredrika Sofia Holmberg, blev elev vid Björneborgs trivialskola 1840 samt studerade vid Åbo högre elementarskola 1842–1848 och Åbo gymnasium 1848–1851. Han inskrevs vid Helsingfors universitet 1851, blev elev vid Intendentkontoret 1855, sekreterare där 1857, extra ordinarie arkitekt vid Överstyrelsen för allmänna byggnaderna 1865 och tredje arkitekt där 1869.